# Нидлс (Калифорния)
Нидлс (англ.  Needles ) — город в округе  Сан-Бернардино  в штате Калифорния США.

## Описание
Находится в юго-восточной Калифорнии. Расположенный на реке Колорадо (запруженной на юге для образования озера Хавасу), город был основан в 1883 году как промежуточная станция для Атлантической и Тихоокеанской железной дороги (теперь Санта-Фе) и был назван в честь группы изолированных игольчатых пиков прямо через границу в Аризоне. Город испытывает чрезвычайно высокие температуры, часто превышающие 38 °C, и это один из самых жарких городов в Соединенных Штатах. Пальмы, тополя, тамариски и перечные деревья затеняют улицы во время изнуряющей жары дня.

## Население
| 1920 | 2010  | 2020  |
| ---- | ----- | ----- |
| 2807 | ↗4844 | ↗4931 |